# Josef Manner

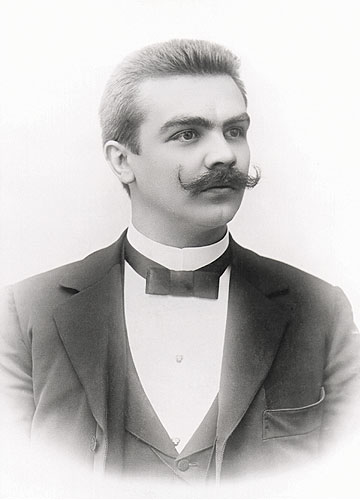
Josef Manner im Jahr 1897

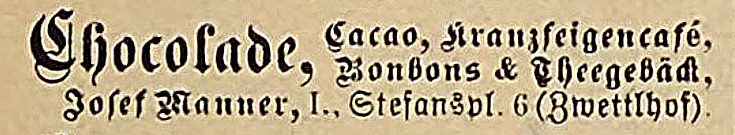
Inserat in der Zeitschrift Wiener Mode, 1889

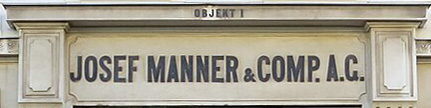
Wiener Wilhelminenstraße. Objekt Nr. 1. Eingangstor

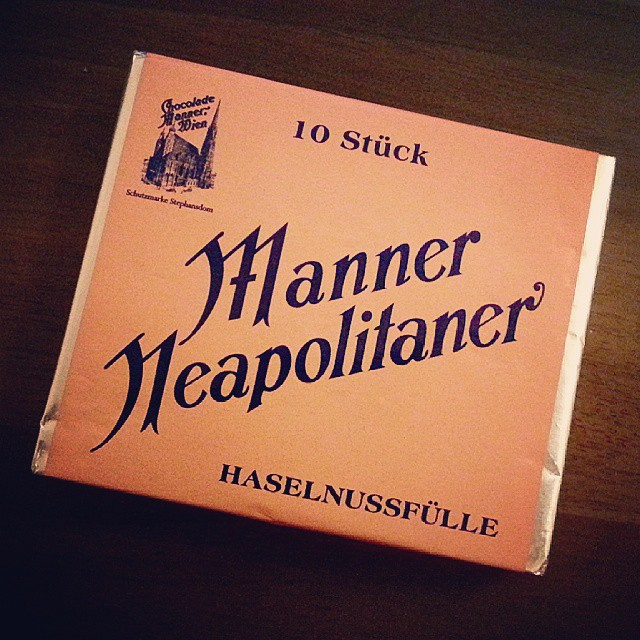
Traditionelle Packung der Manner-Schnitten

Josef Manner (* 26. Juli 1865 in Wien; † 5. Mai 1947 in Wien) war ein österreichischer Unternehmer. Unvergessen blieb er aufgrund der von ihm entwickelten „Manner-Schnitten“.

## Elternhaus Manner
Josef Manners Eltern waren Mathias Manner, geboren in Weidenthal in der Oberpfalz (* 7. September 1829, † 10. August 1872) und die Wienerin Katharina Schedling (* 20. Oktober 1844, † 27. November 1917). Die Trauung erfolgte in der Wiener Pfarre Maria Treu am 29. Oktober 1864. Mathias Manner betrieb in Wien eine Gastwirtschaft und Fleischerei im Haus Himmelpfortgasse Nr. 10. Das Ehepaar hatte vier Kinder:
- Josef (* 26. Juli 1865, † 1947)[3]
- Karl (* 1866, † mit zwei Jahren)
- Rudolf (* 15. März 1868, † 1905)[4]
- Karl Ludwig (* 19. August 1871, † 1930)[5]

Alle wurden in der Wiener Pfarre St. Stephan getauft.
Der Vater Mathias Manner starb also schon 1872. Daraufhin kam 1876 als Stiefvater Anton Reichmann (* 24. April 1848 in Gutau) ins Haus. Dieser war auch der Oberlehrer des jungen Josef Manner gewesen. Trauung war am 27. August 1876 in der Kalvarienbergkirche, Pfarre Bartholomäe.
Nach dem Schulbesuch in Wien erlernte Josef Manner den Kaufmannsberuf in Perg (Oberösterreich) bei seinem Stiefonkel (Bruder des Stiefvaters), dem Perger Kaufmann Karl Reichmann (* 6. September 1836 in Gutau, † 30. Mai 1904 in Perg). Dabei war Josef Manner aus sich heraus sehr akkurat und erpicht darauf, seiner Mutter nicht mehr auf der Tasche zu liegen, berichtet die Familienchronik Manner.
Auch Josefs Bruder Rudolf Manner kam nach Perg. Er erlernte den Beruf Fleischer und blieb in Perg. 1897 kaufte er in Perg die bereits bestehende Gastwirtschaft und Fleischerei in der Badgasse (heute Dr.-Schober-Straße Nr. 5–7). Rudolf starb bereits 5. März 1905 in Perg. Die Gastwirtschaft Rudolf Manner besteht jedoch bis heute (2025).
Auch Josefs Bruder Karl (Karl Ludwig) Manner kam nach Perg. Auch er erlernte in Perg den Kaufmannsberuf bei seinem Stiefonkel Karl Reichmann. Zurück in Wien trat er dann in das Unternehmen des Bruders Josef ein.

## Unternehmer Josef Manner
Nach der Militärzeit und zurück in Wien versuchte sich Josef Manner als Kaufmann. Dabei mietete Josef Manner ab 9. März 1889 am Wiener Stephansplatz im Haus Nr. 6 (Zwettlhof) ein Geschäftslokal und wurde Schokoladen- und Feigenkaffeehändler sowie Chokoladenerzeuger. Dabei wählte er bereits damals die Wiener Stephanskirche als seine Schutzmarke.
Gerade 25 Jahre alt kaufte Josef Manner einem kleinen Schokoladenhersteller in der Wildenmanngasse (heute Strohbachgasse) Haus Nr. 7 sowohl Lokalität als auch Konzession ab. Dort gründete er am 1. März 1890 die Chocoladenfabrik Josef Manner und legte damit den Grundstein für das Süßwarenunternehmen Manner. Wichtige Mitbegründer waren Militärkamerad Georg Gschwandner (* 17. Juli 1865, † 24. Mai 1945) und Buchhalter Alfred Teller. 16. Oktober 1900 verkaufte dieser Teller seinen Hälfteanteil am Unternehmen an seinen Schwager Johann Riedl (* 6. Jänner 1851, † 11. Juni 1929). Die Riedls waren Wildbrethändler in Wien gewesen.
Etwa um 1898 entwickelte Josef Manner die Manner-Schnitte mit Haselnusscreme, die wesentlich zum Erfolg des Unternehmens Manner beitrug. 10. Jänner 1898 heiratete Josef Manner seine omnipräsente Haushälterin, die Wienerin Amalia oder Mali Reinhart (* 10. Juli 1864, † 19. Jänner 1939). Kinder:
- Amalia oder Malta (* 22. April 1898, † 5. Juli 1986)[8]
- Josef (* 10. Juni 1899, † 10. März 1978)[9]
- Carl (* 21. September 1902, † 29. September 1979)[10]

Alle übernahmen dann im väterlichen Unternehmen leitende Stellen.
In den Jahren bis zum Kriegsbeginn 1914 wuchs das Manner-Unternehmen ununterbrochen weiter. 1904 bis 1913 wurden die riesigen Fabriksgebäude in der Wiener Wilhelminenstraße errichtet. Die Beschäftigtenanzahl stieg bis auf 3000. Für sie gab es bereits Sozialeinrichtungen wie Betriebsarzt, Werksküche, bezahlten Urlaub. 1911 in Perg (Oberösterreich) ließ Josef Manner ein Sägewerk errichten. Es produzierte Transportkisten für seine Süßwaren.
1910 bis 1914 ließ Josef Manner vom Architekten Peter Paul Brang eine mehrstöckige Villa mit Park in der Wiener Klampfelberggasse Nr. 2–4 errichten.
Diese blieb über all die Jahre Familiensitz der Manners. Zuletzt dort residierender war der Aufsichtsratsvorsitzende Dr. Carl Manner (* 18. Juli 1929, † 19. April 2017), Enkel des Firmengründers.
In Perg (Oberösterreich) besaß Josef Manner ab 1900 auch einen Landsitz, Adresse Dollberg Nr. 1–2. Zuletzt dort residierende waren Ing. Josef Manner (* 5. Juli 1921, † 9. März 2007) und Ing. Karl Manner (* 24. Oktober 1923, † 26. April 2015), beide Enkel des Firmengründers. Heute lebt dort Dipl.-Ing Josef Karl Manner (Urenkel des Firmengründers), der bis 2013 im Vorstand des Unternehmens tätig war.
Firmengründer Josef Manner, vielfach geehrt und ausgezeichnet, starb am 5. Mai 1947. Begraben ist er in Wien am Friedhof Dornbach, Grabgruppe 15, Nr. G1. Auch Compagnon Johann Riedl ist begraben am Friedhof Dornbach, Grabgruppe 5, Nr. 1.
Josef Manners entscheidendes Lebenswerk war der phänomenale Aufbau der Süßwarenfabrik, die bis heute als Josef Manner & Comp. AG mit den dazugekommenen Marken Casali (Rum-Kokos-Kugeln, Schoko-Bananen) und Napoli (Dragee Keksi), Walde und Candita, Victor Schmidt (Austria-Mozartkugeln) und Ildefonso (Nougat-Konfekt), Gustav und Wilhelm Heller (Schokolade-Konfekt) erfolgreich in Wien und Wolkersdorf (Niederösterreich) besteht. Die Eigentümerfamilien Manner, Riedl und Andres (seit 1970 in der „Manner-Großfamilie“) bzw. die Privatstiftung Manner, gegründet 1999 von Dr. Carl Manner, garantieren dabei weiterhin den Charakter eines Familienunternehmens, das auf lange Sicht und mit Substanz wirtschaften kann.